# Al Pacino

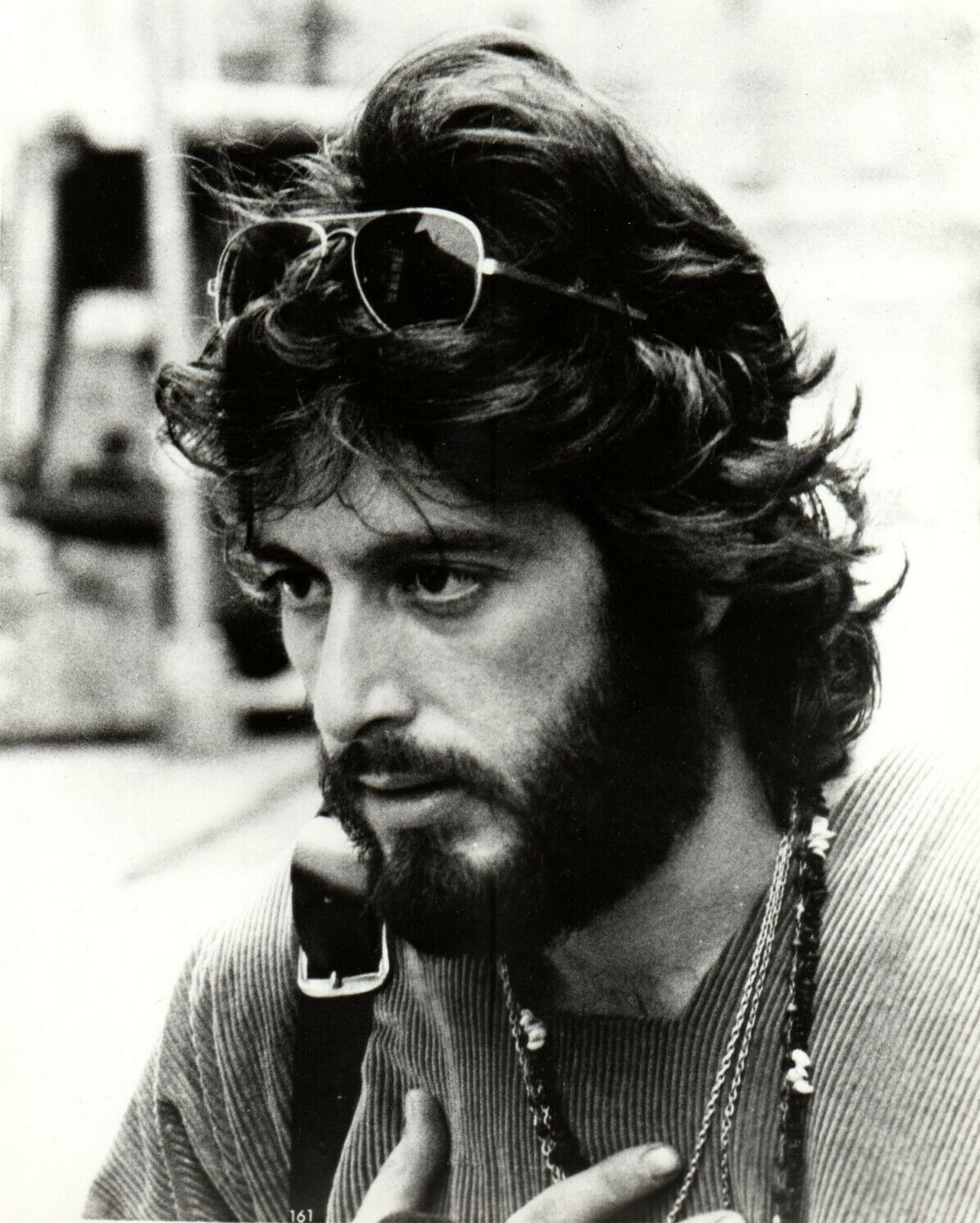
Pacino jako Serpico (1973)

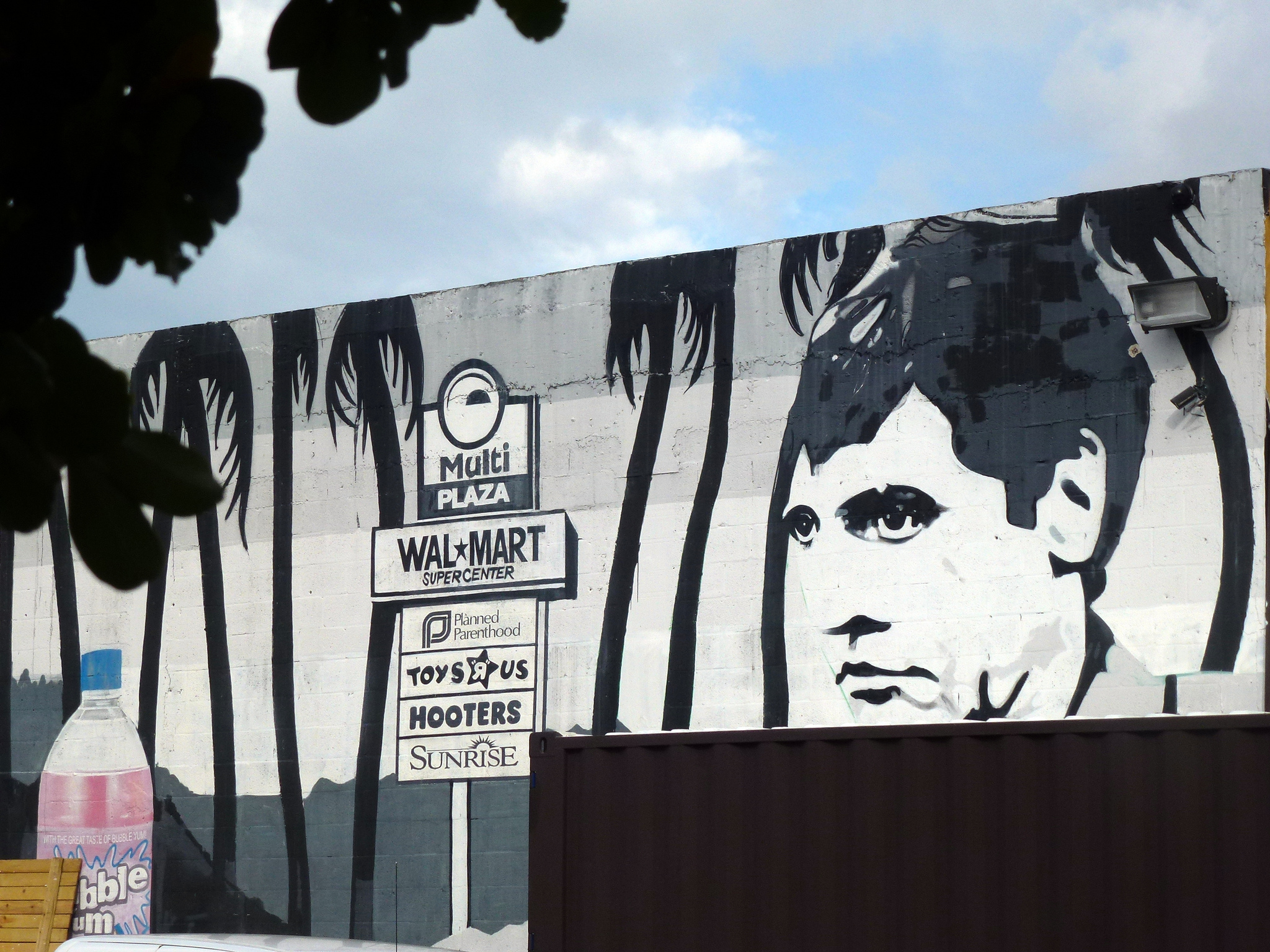
Graffiti z Alem Pacino z filmu Człowiek z blizną.

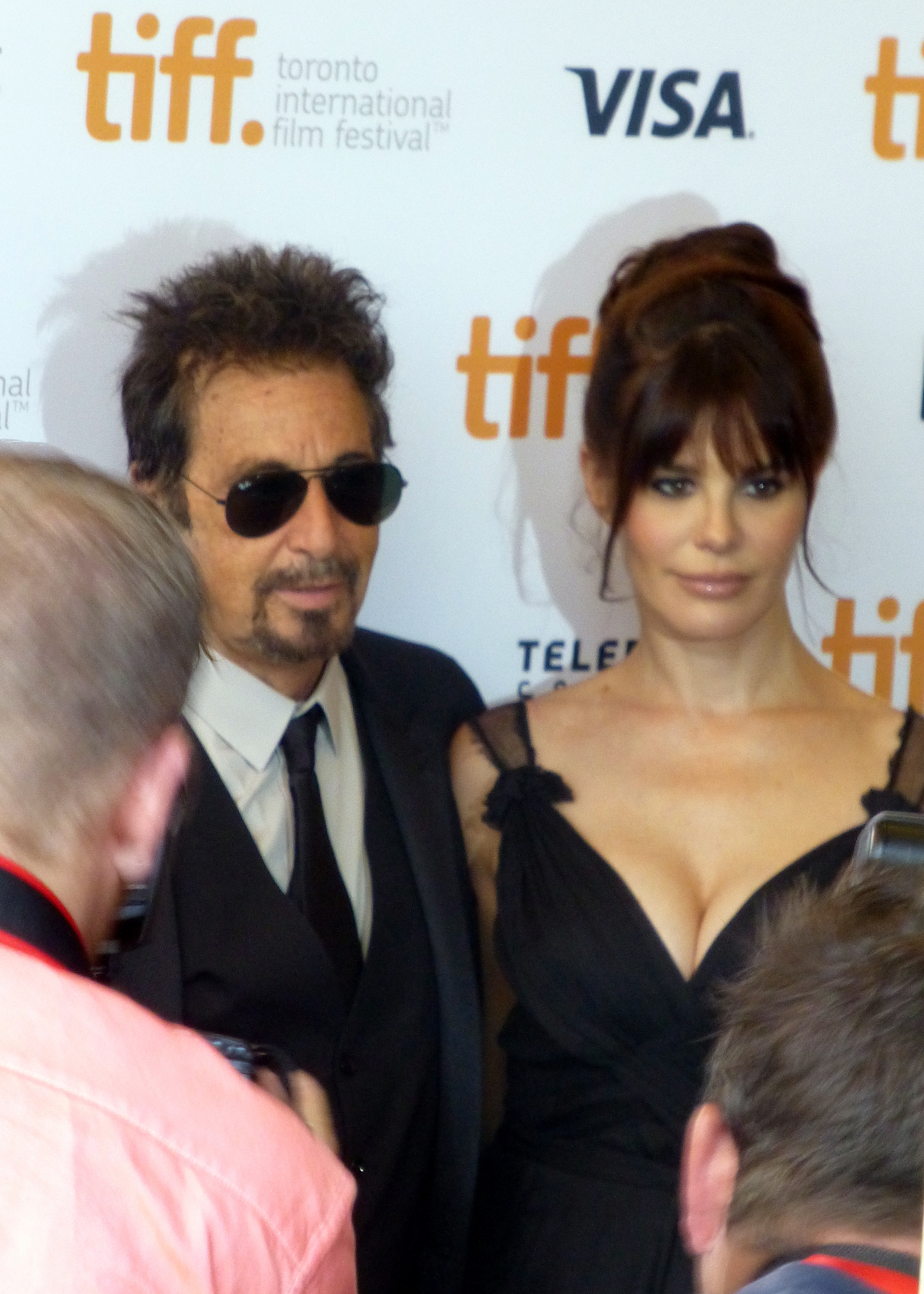
Pacino i Lucila Sola (2014)

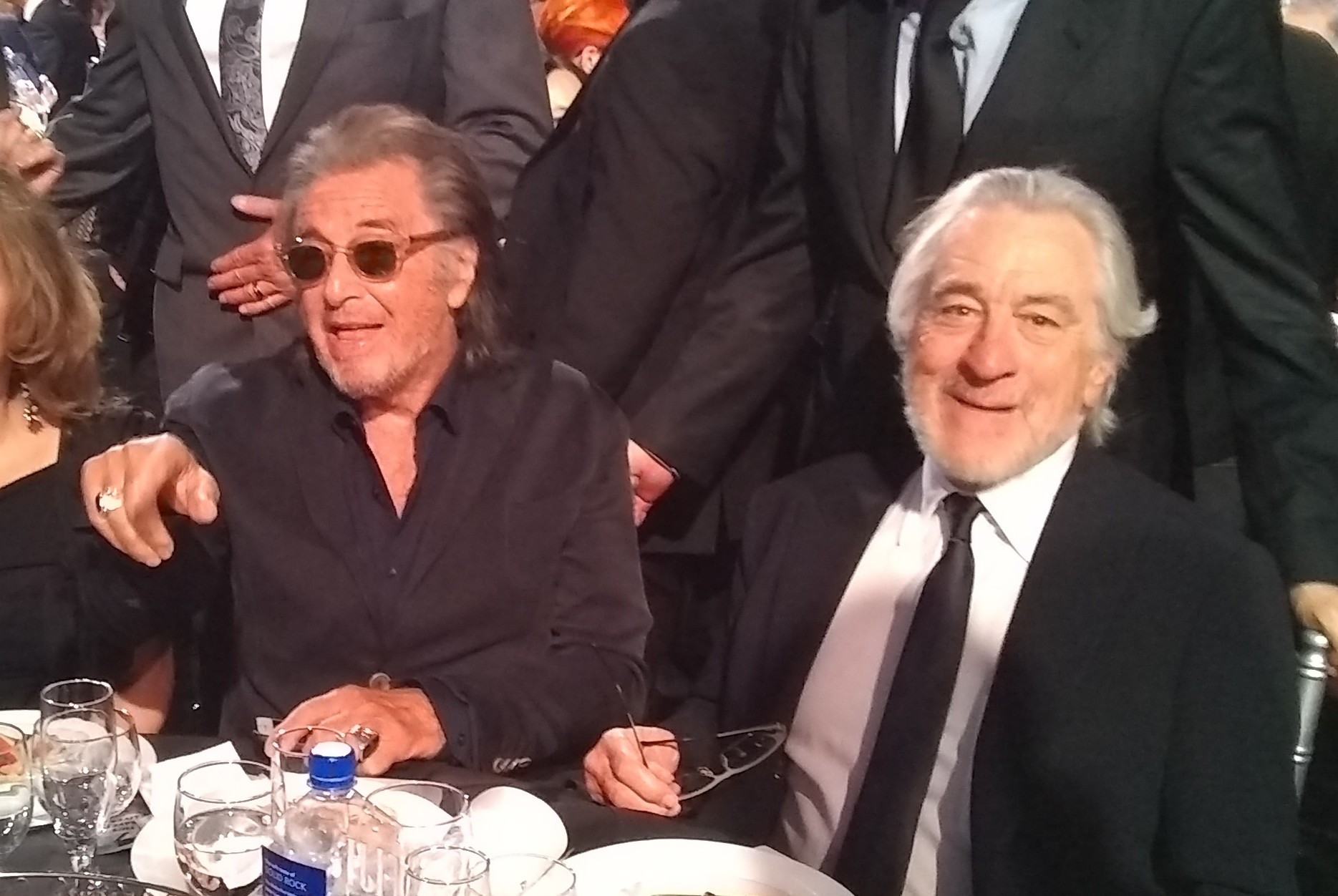
Al Pacino i Robert De Niro podczas 25. ceremonii rozdania nagród Critics’ Choice Awards w Santa Monica (2020)

Al Pacino, właśc. Alfredo James Pacino (ur. 25 kwietnia 1940 w Nowym Jorku) – amerykański aktor, reżyser i producent filmowy. Laureat Oscara za rolę niewidomego podpułkownika Franka Slade’a w dramacie Zapach kobiety (1992). Był ponadto ośmiokrotnie nominowany do Oscara za role w filmach: Ojciec chrzestny (1972), Serpico (1973), Ojciec chrzestny II (1974), Pieskie popołudnie (1975), ...i sprawiedliwość dla wszystkich (1979), Dick Tracy (1990), Glengarry Glen Ross (1993) i Irlandczyk (2019). Uznawany za jednego z najwybitniejszych amerykańskich aktorów wszech czasów. Ma na koncie również cztery Złote Globy, jedną nagrodę BAFTA i dwie Emmy. 7 czerwca 2007 odebrał również nagrodę Amerykańskiego Instytutu Filmowego za całokształt kariery aktorskiej. W 2011 został odznaczony amerykańskim Narodowym Medalem Sztuki.

## Życiorys

### Młodość
Urodził się w dzielnicy Wschodniego Harlemu w rodzinie pochodzenia włoskiego jako syn Rose (z domu Gerardi) i Salvatore Alfredo Pacino, sprzedawcy ubezpieczeń, restauratora w Covina w Kalifornii. Rodzice jego matki przyjechali do Ameryki z Corleone na Sycylii. Miał trzy siostry: Josette oraz bliźniaczki – Robertę i Paulę, a także przyrodnią młodszą siostrę Desiree, którą adoptował jego ojciec. Jego rodzice rozwiedli się, gdy miał dwa lata. Następnie przeniósł się z matką do nowojorskiego Bronxu. W młodości Pacino był znany dla swoich znajomych jako „Sonny”. Miał ambicje zostać baseballistą. Uczęszczał do Herman Ridder Junior High School i High School of Performing Arts. Pacino zaczął palić i pić w wieku dziewięciu lat, a jako 13-latek stosował marihuanę od niechcenia, ale powstrzymywał się od przyjmowania twardych narkotyków.
W wieku 19 lat przeprowadził się do Greenwich Village. Aby sfinansować studia aktorskie w Herbert Berghof Studio, podjął nisko płatną pracę jako posłaniec, pomocnik kelnera, dozorca i urzędnik pocztowy, a także pracował w kancelarii dla nowojorskiego miesięcznika „Commentary”. Studiował później w Actors Studio prowadzonym przez Lee Strasberga.

### Wczesne role teatralne
W 1967 spędził sezon w Charles Playhouse w Bostonie, występując w Awake and Sing! i America Hurrah, gdzie poznał Jill Clayburgh, z którą miał pięcioletni romans i wrócili razem do Nowego Jorku. W 1968 za rolę ulicznego punka Murpsa w przedstawieniu Israana Horovitza The Indian Wants the Bronx / It’s Called the Sugar Plum w Astor Place Theatre na Off-Broadwayu zdobył nagrodę Obie. W 1969 rola Bickhama w spektaklu Does a Tiger Wear a Necktie? na Broadwayu przyniosła jemu nagrodę Tony. W 1977 ponownie odebrał Tony Award za postać Pavlo Hummela w sztuce Davida Rabe’a Podstawowy trening Pavlo Hummela.

### Ojciec ChrzestnyiSerpico
Jego debiutem filmowym była epizodyczna rola Tony’ego w komediodramacie Me, Natalie (1969) z Patty Duke, a po popisie aktorskim w następnym filmie – melodramacie Jerry’ego Schatzberga Narkomani (Panic in Needle Park, 1971), gdzie zagrał narkomana Bobby’ego, został zauważony przez reżysera Francisa Forda Coppolę. Trzecią rolą w jego ekranowej karierze był Michael Corleone. Został wybrany przez Coppolę, pomimo że o tę rolę walczyli tacy gwiazdorzy jak Robert Redford, Warren Beatty czy – mało jeszcze wówczas znany – Robert De Niro. Kreacja Michaela Corleone, którego rodzina wyemigrowała z Sycylii do Stanów Zjednoczonych (podobnie jak Ala Pacino), w przebojowym filmie mafijnym Ojciec chrzestny (1972) otworzyła mu drogę do kariery, a także była nominowana do Oscara, BAFTA i Złotego Globu. Młody aktor zbojkotował ceremonię wręczenia Oscarów buntując się przeciw decyzji Akademii o nominowaniu go w  kategorii dla najlepszego aktora drugoplanowego; grający jego ojca – Don Vito Corleone – Marlon Brando miał mniej czasu ekranowego, mimo to zdobył Oscara za najlepszą rolę pierwszoplanową. Rok potem za postać tytułowego policjanta Franka Serpico w dramacie Sidneya Lumeta Serpico (1973) był nominowany do Oscara za najlepszą rolę pierwszoplanową. Na potrzeby roli zapuścił brodę i włosy, zrywając z eleganckim wizerunkiem znanym z Ojca chrzestnego. Powrócił na kinowy ekran jako centralna postać sequela mafijnej sagi Mario Puzo Ojciec chrzestny II (1974) zdobył nominację do Oscara za rolę pierwszoplanową. Kolejną nominację do Oscara zapewniła mu rola Sonny’ego Wortzika, zuchwałego młodzieńca, który napada na nowojorski bank w opartym na autentycznych wydarzeniach dramacie sensacyjnym Sidneya Lumeta Pieskie popołudnie (1975). Po czterech latach znów był nominowany do Oscara za kreację ambitnego adwokata Arthura Kirklanda, który wypowiada wojnę skorumpowanemu systemowi sądowniczemu w dramacie Normana Jewisona ...i sprawiedliwość dla wszystkich (1979).

### Człowiek z bliznąi powrót do teatru
Na początku lat 80. XX w. wystąpił w serii filmów, które poniosły porażki kasowe i zostały negatywnie ocenione przez krytyków, w tym w Zadanie specjalne (1980), Autor! Autor! (1982) i Człowiek z blizną (1983), ale nie przyczyniło się to do zmniejszenia jego popularności. Wówczas zdecydował się powrócić na deski scen teatralnych, gdzie występował przez prawie cztery lata. Do kina powrócił w ciepło przyjętym dreszczowcu Harolda Beckera Morze miłości (1989) z Ellen Barkin. Był producentem etiudy filmowej The Local Stigmatic (1990). Nominację do Oscara dla najlepszego aktora drugoplanowego zapewniła mu rola szefa mafii Alphonse’a „Big Boya” Caprice’a w komedii kryminalnej Warrena Beatty’ego Dick Tracy (1990).
Pacino odrzucił szereg ról, w tym jako Han Solo w Gwiezdnych wojnach (1977), Roy Neary w Bliskim spotkaniu trzeciego stopnia (1977), kapitan Willard w Czasie apokalipsy (1979), Ted Kramer w Sprawie Kramerów (1979), Ron Kovic w Urodzonym 4 lipca (1989), Edward Lewis w Pretty Woman (1990) czy kapitan Frank Ramsey w Karmazynowym przypływie (1995). Był na okładkach „People” (w listopadzie 1977), „Vanity Fair” (w październiku 1989), „Entertainment Weekly” (w lutym 1990, w listopadzie 1993, w grudniu 2003 z Meryl Streep), „GQ” (we wrześniu 1992), „Esquire” (w lutym 1996, w lipcu 2002, edycji rosyjskiej we wrześniu 2005), „The Hollywood Reporter”  (edycji rosyjskiej w lutym 2015), „Interview” (w lutym 1991, edycji czeskiej w marcu 2015).

### Zapach kobietyiŻycie Carlita
W 1993 zdobył dwie nominacje do Oscara; jako najlepszy aktor drugoplanowy za rolę agenta nieruchomości Ricky’ego Romy, który nie cofnie się przed niczym, aby utrzymać pracę w dramacie Jamesa Foleya Glengarry Glen Ross (1993) oraz dla najlepszego aktora pierwszoplanowego za rolę emerytowanego oficera armii amerykańskiej Franka Slade’a w dramacie  Martina Bresta Zapach kobiety (1992). Za ten drugi występ odebrał Oscara, udowadniając, że nie tylko znakomicie umie zagrać niewidomego, ale także zaprezentował umiejętności taneczne – w słynnej scenie tanga z Gabrielle Anwar. Od tego czasu wystąpił w wielu produkcjach, zdobywając znakomite recenzje – Życiu Carlita (1993), Gorączce (1995), Donnie Brasco (1997) czy Adwokat diabła (1997).

### Debiut reżyserski i dalsze sukcesy
W 1996 zadebiutował jako reżyser  dobrze przyjętym filmem Sposób na Szekspira. Był też reżyserem Chinese Coffee (2000), Wilde Salome (2010) i Salomé (2011). Jako Roy Cohn w miniserialu HBO Anioły w Ameryce (2003) otrzymał Złoty Glob. Za drugoplanową rolę legendarnego przywódcy związków zawodowych Jimmy’ego Hoffę w Martina Scorsese Irlandczyk (2019) zdobył kolejną nominację do Oscara.

## Życie prywatne
Spotykał się z Jill Clayburgh (od 1967 do maja 1975), Diane Keaton (od kwietnia 1971 do stycznia 1991), Tuesday Weld (1972), Marthe Keller (od listopada 1976 do listopada 1978) i Kathleen Quinlan (1979-1981). W latach 1988–1989 jego partnerką była Jan Tarrant, trenerka aktorstwa, z którą ma córkę Julie Marie (ur. 16 października 1989). Spotykał się też z Penelope Ann Miller (od lutego 1993 do stycznia 1994). Od marca 1997 do stycznia 2003 był związany z Beverly D’Angelo, z którą ma bliźniaki, syna Antona Jamesa i córkę Olivię (ur. 25 stycznia 2001). W latach 2008–2018 był w związku z argentyńską aktorką Lucilą Solą. Następnie, do 2020 był związany z izraelską piosenkarką i aktorką Meital Dohan. Z nieformalnego związku z młodszą o 54 lata Noor Alfallah ma syna, Romana (ur. 15 czerwca 2023).

## Filmografia
- 1967-1969: N.Y.P.D. jako John James (gościnnie)
- 1969: Ja, Natalia (Me, Natalie) jako Tony
- 1971: Narkomani (The Panic in Needle Park) jako Bobby
- 1972: Ojciec chrzestny (The Godfather) jako Michael Corleone
- 1973: Serpico jako Frank Serpico
- 1973: Strach na wróble (Scarecrow) jako Francis Lionel Del Bucchi
- 1974: Ojciec chrzestny II (The Godfather: Part II) – Michael Corleone
- 1975: Pieskie popołudnie (Dog Day Afternoon) jako Sonny Wortzik
- 1977: Bobby Deerfield jako Bobby Deerfield
- 1979: ...i sprawiedliwość dla wszystkich (...And Justice for All)[18]
- 1980: Zadanie specjalne (Cruising) jako Steve Burns
- 1982: Autor! Autor! (Author! Author!) jako Ivan Travalian
- 1983: Człowiek z blizną (Scarface) jako Tony Montana
- 1985: Rewolucja (Revolution) jako Tom Dobb
- 1989: Morze miłości (Sea of Love) jako Frank Keller
- 1990: The Local Stigmatic jako Graham
- 1990: Ojciec chrzestny III[19] – Michael Corleone
- 1990: Dick Tracy jako Big Boy Caprice
- 1991: Frankie i Johnny (Frankie and Johnny) jako Johnny
- 1992: Glengarry Glen Ross jako Ricky Roma
- 1992: Zapach kobiety (Scent of a Woman) jako Frank Slade
- 1993: Życie Carlita (Carlito's Way) jako Carlito Brigante
- 1995: Pamiętny dzień (Two Bits) jako Gitano Sabatoni
- 1995: Gorączka (Heat) jako Vincent Hanna
- 1996: Sposób na Szekspira (Looking for Richard) jako Ryszard III
- 1996: Ludzie miasta (City Hall) jako Mayor John Pappas
- 1996: Port lotniczy (Airport) (gościnnie)
- 1997: Donnie Brasco jako Lefty
- 1997: Adwokat diabła (The Devil's Advocate) jako John Milton
- 1999: Męska gra (Any Given Sunday) jako Tony D’Amato
- 1999: Informator (The Insider) jako Lowell Bergman
- 2000: Chinese Coffee jako Harry
- 2002: Simone (S1m0ne) jako Viktor Taransky
- 2002: Bezsenność (Insomnia) jako Will Dormer
- 2002: Ludzie, których znam (People I Know) jako Eli Wurman
- 2003: Anioły w Ameryce (Angels in America) jako Roy Marcus Cohn
- 2003: Gigli jako Starkman
- 2003: Rekrut (The Recruit) jako Walter Burke
- 2004: Kupiec wenecki (The Merchant of Venice) jako Shylock
- 2005: Podwójna gra (Two for the Money) jako Walter Abrams
- 2007: Ocean’s Thirteen (Ocean’s Thirteen) jako Willy Banks
- 2007: 88 minut (88 Minutes) jako doktor Jack Gramm
- 2008: Zawodowcy jako det. David Fisk (Rooster)
- 2010: Jack, jakiego nie znacie (You Don't Know Jack) – J. Kevorkian
- 2010: Wilde Salome jako król Herod
- 2011: Jack i Jill jako on sam
- 2012: Twardziele (Stand Up Guys) jako Val
- 2013: Phil Spector jako Phil Spector
- 2014: Manglehorn jako A.J. Manglehorn
- 2014: Upokorzenie (The Humbling) jako Simon Axler
- 2015: Idol (Danny Collins) jako Danny Collins
- 2016: Pozory prawdy (Misconduct) jako Abrams
- 2017: Piraci z Somalii (The Pirates of Somalia) jako Seymour Tolbin
- 2017: M jak morderca (Hangman) jako Ray Archer
- 2019: Pewnego razu... w Hollywood[20] jako Marvin Shwarz
- 2019: Irlandczyk (The Irishman) jako Jimmy Hoffa
- 2021: W pułapce zdrady (American Traitor: The Trial of Axis Sally) jako James Laughlin
- 2021: Dom Gucci (House of Gucci) jako Aldo Gucci
- 2023: Zbrodnie pamięci (Knox Goes Away) jako Xavier
- 2024: Modì, Three Days on the Wing of Madness jako Maurice Gangnat
- 2025: The Ritual jako Theophilus Riesinger

## Nagrody
- 1993 Nagroda Akademii Filmowej: Najlepszy aktor pierwszoplanowy:  Zapach kobiety
- Złoty Glob:
  - 1974 Serpico
  - 1993 Najlepszy aktor w filmie dramatyczym:  Zapach kobiety
  - 2001 Nagroda im. Cecila B. DeMille’a
  - 2004 Najlepszy aktor w miniserialu lub filmie telewizyjnym:  Anioły w Ameryce
  - 2010 Najlepszy aktor w miniserialu lub filmie telewizyjnym:  Jack, jakiego nie znacie
- 1976 Nagroda BAFTA Najlepszy aktor pierwszoplanowy: Pieskie popołudnie i Ojciec chrzestny II
- Nagroda Emmy:
  - 2003 Anioły w Ameryce
  - 2010 Najlepszy aktor pierwszoplanowy w miniserialu lub filmie telewizyjnym: Jack, jakiego nie znacie
- 2004 Nagroda Gildii Aktorów Ekranowych Najlepszy aktor w miniserialu lub filmie telewizyjnym: Anioły w Ameryce